# Microterys lachni
Microterys lachni is een vliesvleugelig insect uit de familie Encyrtidae. De wetenschappelijke naam is voor het eerst geldig gepubliceerd in 1886 door Ashmead.